# Дамудья
Дамода (бенг. ডামুড্যা, англ. Damudya) — город и муниципалитет в центральной части Бангладеш, административный центр одноимённого подокруга. Площадь города равна 3,96 км². По данным переписи 2001 года, в городе проживало 14 007 человек, из которых мужчины составляли 50,18 %, женщины — соответственно 49,82 %. Уровень грамотности населения составлял 46,8 % (при среднем по Бангладеш показателе 43,1 %). Город является крупным речным портом и торговым центром.